# Ceratozetes borealis
Ceratozetes borealis är en kvalsterart som beskrevs av Valerie M. Behan-Pelletier 1984. Ceratozetes borealis ingår i släktet Ceratozetes och familjen Ceratozetidae. Inga underarter finns listade i Catalogue of Life.